# Carmen AntiThomaticon
Het Carmen AntiThomaticon is een Nederlands studentenlied, quasi-geuzenlied, dat nog altijd wordt gezongen door studenten van de gereformeerde Vrije Universiteit te Amsterdam. In het lied wordt de eerste protestantse martelaar in de Nederlanden, Jan de Bakker (1499 - 1525), geëerd. Het lied werd met name gezongen bij de jaarlijkse traditionele vechtpartij om een biervat tijdens de groentijd, tussen de nieuw aangekomen leden (de "groenen", vroeger kaalgeschoren) van het Studentencorps van de Vrije Universiteit en de "papen", ofwel de nieuw aangekomen leden van de Rooms-Katholieke Studentenvereniging "Sanctus Thomas Aquinas". Tegenwoordig wordt het strijdlied gebruikt bij invallen door andere verenigingen van het Aller Heiligen Convent, of bij uitvallen van L.A.N.X. zelf naar de (van oorsprong) katholieke verenigingen van het AHC.

## Tekst
De Roomsche horden rukken aan
om 't vrije VU-Corps neer te slaan.
Vermomd verschuilt zich in de schaar
een Jezuïet met veldaltaar!
refrein: 
Staat pal, geschoren Geuzenheir.
Denkt aan Jan de Bakker.
Denkt aan Jan de Bakker.
Hoi hoi hoi hoi!
Vecht voor 't volle biervat en uw eer!
Hoe roert het Roomsch studentendom
de kardinale dogmentrom,
opdat de vrije VU, hoe grof,
weer zoenen zou des pausen slof!
refrein
Hoe leven zij bij gratia
der pontificocratia!
Geen tijd nu voor de rust des slaaps,
nog liever zijn wij Turks dan paaps!
refrein